# Calibre de alambre estadounidense

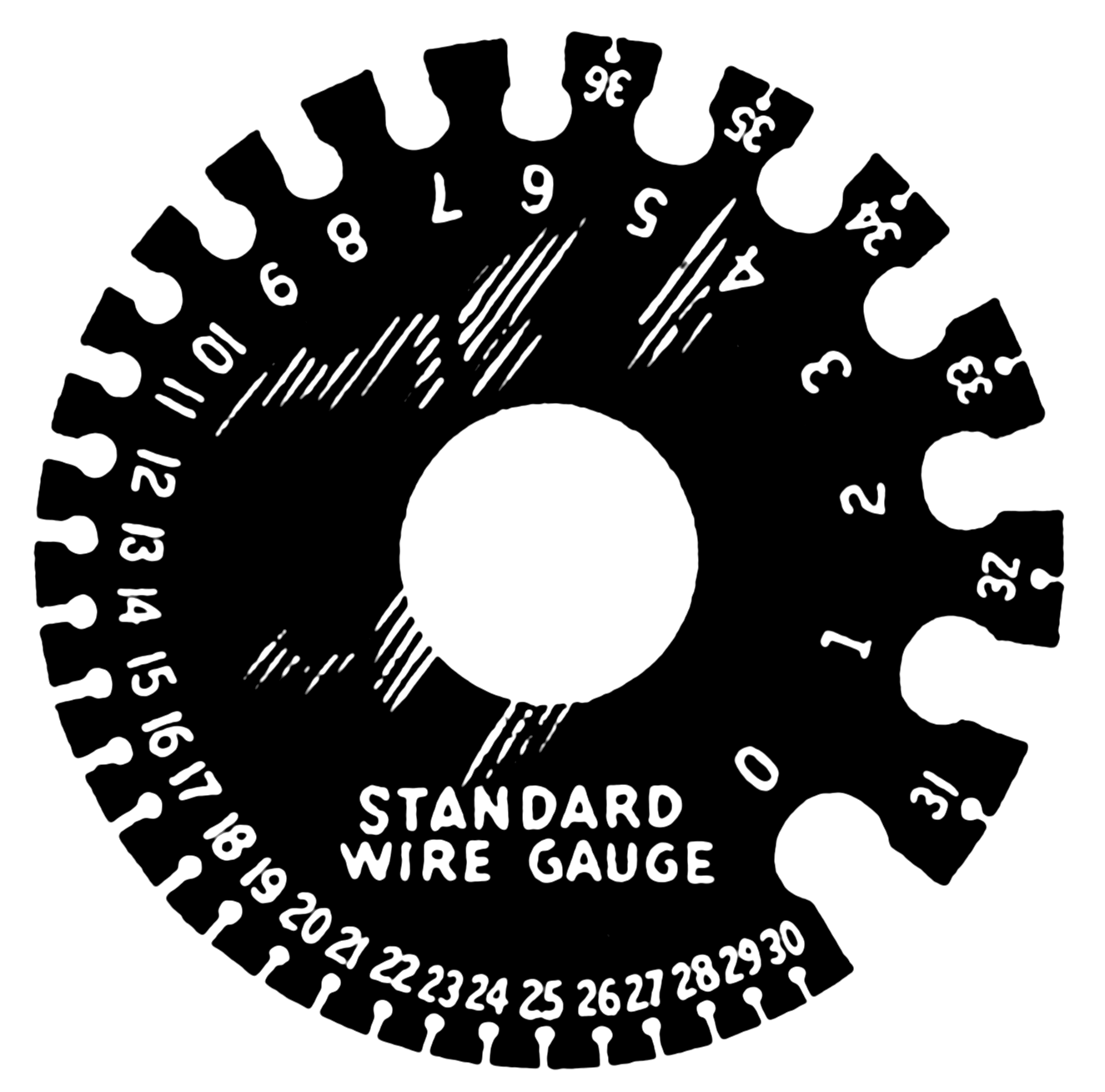
Un calibre de alambre.

Calibre de alambre estadounidense (en inglés American Wire Gauge o AWG) es una referencia de clasificación de calibres o espesor de elementos metálicos de sección circular (alambres) o rectangular (láminas). En muchos sitios de Internet y también en libros y manuales, especialmente de origen norteamericano, es común encontrar la medida de barra de metal, láminas de metal o plástico indicados con la referencia AWG.

## Historia
La escala fue creada en 1857 por la compañía J.R. Brown & Sharpe de Providence (Rhode Island), por tal motivo la escala también fue conocida como Brown and Sharpe Gauge. Lucien Sharpe presentó la idea ante la Asociación Waterbury Brass, y ésta fue adoptada rápidamente durante febrero del mismo año por los ocho mayores fabricantes de cable en Estados Unidos, proporcionando una estandarización de la medida. Muy pronto, su uso se extendió a gran parte de los países latinoamericanos.[cita requerida]

## Estructura matemática
La escala obedece prácticamente a los pasos sucesivos del proceso de estirado del alambre que existía en 1857. Se seleccionaron los diámetros más grueso, de 0,4600 pulgadas (hoy calibre 4/0), y más delgado, de 0,0050 pulgadas (hoy calibre 36); se determinaron 39 dimensiones entre dichos calibres. De tal suerte, que la razón entre un diámetro y el siguiente está dada por la progresión geométrica:
{\displaystyle {\sqrt[{39}]{\frac {0,4600}{0,0050}}}={\sqrt[{39}]{92}}\approx 1,1229}
Es decir, la razón entre dos diámetros consecutivos en la escala AWG es constante e igual a 1,1229.
Por esta razón los pasos de los calibres con respecto al diámetro son regresivos, pues corresponden en realidad a los pasos del proceso de estirado del alambre. 
No obstante, para los calibres de mayor grosor (superiores al 0000(4/0)) , se optó la solución de identificarlos por el área en el sistema inglés de medida basado en el "Mil", con las siguientes unidades:
- Mil, para los diámetros, es una milésima de pulgada.
- Circular mil, para las áreas. Es una unidad que representa el área del círculo de diámetro igual a una milésima de pulgada o un mil[2] de diámetro, es decir, 1 "Circular mil"  = π * 1^2 /4 = π /4 = 0,7854 mils cuadrados.

O también, considerando el diámetro Ø en pulgadas: 1 "Circular mil" = π * 0.001^2 /4 = ( π /4 )*10e-6 pulg cuadradas
- kcmil, corresponde a 1000 "Circular mil". Esta unidad, hasta finales del siglo XX, se representaba como MCM o KCM.[3]

Con todo ello, dada una secc. S en kcmil (o MCM), convirtiéndola a pulgadas cuadradas y  considerando el diámetro Ø en pulgadas, resulta:
( S * ( π /4 ) /1000 ) pulg cuadradas = Ø^2 * π /4.
Es decir, el diámetro Ø en pulgadas, resulta 
```
 Ø = (S / 1000)^0.5
```

## Tabla
Esta tabla de conversión directa permite saber el diámetro y superficie o área de sección del conductor, conociendo el número AWG, las corrientes indicadas consideran cable del tipo monoconductor.
| AWG       | Diámetro | Diámetro | Área    | Área    | Resistencia eléctrica en cobre | Resistencia eléctrica en cobre | Corriente admisible en cobre a 40 °C al aire libre[4] | Equivalencia aproximada en estándar métrico |
|           | (in)     | (mm)     | (kcmil) | (mm²)   | (Ω/1 km)                       | (Ω/1000 ft)                    | (A)                                                   |                                             |
| --------- | -------- | -------- | ------- | ------- | ------------------------------ | ------------------------------ | ----------------------------------------------------- | ------------------------------------------- |
| 1000      | 1.0000   | 25.40    | 1000    | 507     | 0.0339434602425                |                                | 870                                                   |                                             |
| 900       | 0.9487   | 24.10    | 900     | 456     | 0.0377397682959                |                                | 800                                                   |                                             |
| 750       | 0.8660   | 22.00    | 750     | 380     | 0.0452877219551                |                                | 740                                                   |                                             |
| 600       | 0.7746   | 19.67    | 600     | 304     | 0.0566096524439                |                                | 650                                                   |                                             |
| 500       | 0.7071   | 17.96    | 500     | 253     | 0.0680210843595                |                                | 580                                                   |                                             |
| 400       | 0.6325   | 16.06    | 400     | 203     | 0.0847750460244                |                                | 500                                                   |                                             |
| 350       | 0.5916   | 15.03    | 350     | 177.3   | 0.0970633634684                |                                | 460                                                   |                                             |
| 250       | 0.5000   | 12.70    | 250     | 126.7   | 0.135827421807                 |                                | 370                                                   |                                             |
| 0000(4/0) | 0.4600   | 11.68    | 211.6   | 107     | 0.160834900401                 |                                | 335                                                   |                                             |
| 000(3/0)  | 0.4096   | 10.40    | 167.8   | 85      | 0.202462756976                 |                                | 287                                                   |                                             |
| 00(2/0)   | 0.3648   | 9.266    | 133.1   | 67.4    | 0.255331370073                 |                                | 247                                                   |                                             |
| 0(1/0)    | 0.3249   | 8.251    | 105.5   | 53.5    | 0.324704421565                 | ~0.1                           | 214                                                   |                                             |
| 1         | 0.2893   | 7.348    | 83.69   | 42.4    | 0.405880526956                 |                                | 180                                                   |                                             |
| 2         | 0.2576   | 6.544    | 66.37   | 33.6    | 0.512182569731                 |                                | 150                                                   |                                             |
| 3         | 0.2294   | 5.827    | 52.63   | 26.7    | 0.644544357414                 |                                | 125                                                   | 196/0.4                                     |
| 4         | 0.2043   | 5.189    | 41.74   | 21.2    | 0.811761053913                 |                                | 117                                                   |                                             |
| 5         | 0.1819   | 4.621    | 33.10   | 16.8    | 1.02436513946                  |                                |                                                       | 126/0.4                                     |
| 6         | 0.1620   | 4.115    | 26.25   | 13.3    | 1.293934913                    |                                | 89                                                    |                                             |
| 7         | 0.1443   | 3.665    |         | 10.5    | 1.63898422314                  |                                |                                                       | 80/0.4                                      |
| 8         | 0.1285   | 3.264    |         | 8.37    | 2.0560733982                   |                                | 66                                                    |                                             |
| 9         | 0.1144   | 2.906    |         | 6.63    | 2.59567637149                  |                                |                                                       | >84/0.3                                     |
| 10        | 0.1019   | 2.588    |         | 5.26    | 3.2772                         | 0.9989                         | 30                                                    | <84/0.3                                     |
| 11        | 0.0907   | 2.305    |         | 4.17    | 4.1339                         | 1.260                          | 25                                                    | 56/0.3                                      |
| 12        | 0.0808   | 2.053    |         | 3.31    | 5.210                          | 1.588                          | 20                                                    |                                             |
| 13        | 0.0720   | 1.828    |         | 2.62    | 6.572                          | 2.003                          | 17                                                    | 50/0.25                                     |
| 14        | 0.0641   | 1.628    |         | 2.08    | 8.284                          | 2.525                          | 15                                                    |                                             |
| 15        | 0.0571   | 1.450    |         | 1.65    | 10.45                          | 3.184                          | 12                                                    | >30/0.25                                    |
| 16        | 0.0508   | 1.291    |         | 1.31    | 13.18                          | 4.016                          | 10                                                    | <30/0.25                                    |
| 17        | 0.0453   | 1.150    |         | 1.04    | 16.614                         | 5.064                          | 7                                                     | 32/0.2                                      |
| 18        | 0.0403   | 1.02362  |         | 0.823   | 20.948                         | 6.385                          | 5                                                     | >24/0.2                                     |
| 19        | 0.0359   | 0.9116   |         | 0.653   | 26.414                         | 8.051                          |                                                       | <24/0.2                                     |
| 20        | 0.0320   | 0.8128   |         | 0.518   | 33.301                         | 10.15                          |                                                       | 16/0.2                                      |
| 21        | 0.0285   | 0.7229   |         | 0.410   | 41.995                         | 12.80                          |                                                       |                                             |
| 22        | 0.0253   | 0.6438   |         | 0.326   | 52.953                         | 16.14                          |                                                       | 7/0.25                                      |
| 23        | 0.0226   | 0.5733   |         | 0.258   | 66.798                         | 20.36                          |                                                       |                                             |
| 24        | 0.0215   | 0.5106   |         | 0.205   | 84.219                         | 25.67                          |                                                       | 1/0.5, 7/0.2, 30/0.1                        |
| 25        | 0.0179   | 0.4547   |         | 0.162   | 106.201                        | 32.37                          |                                                       |                                             |
| 26        | 0.0159   | 0.4049   |         | 0.129   | 133.891                        | 40.81                          |                                                       | 7/0.15                                      |
| 27        | 0.0142   | 0.3606   |         | 0.102   | 168.865                        | 51.47                          |                                                       |                                             |
| 28        | 0.0126   | 0.3211   |         | 0.081   | 212.927                        | 64.90                          |                                                       |                                             |
| 29        | 0.0113   | 0.2859   |         | 0.0642  | 268.471                        | 81.83                          |                                                       |                                             |
| 30        | 0.0100   | 0.2546   |         | 0.0509  | 338.583                        | 103.2                          |                                                       | 1/0.25, 7/0.1                               |
| 31        | 0.0089   | 0.2268   |         | 0.0404  | 426.837                        | 130.1                          |                                                       |                                             |
| 32        | 0.0080   | 0.2019   |         | 0.0320  | 538.386                        | 164.1                          |                                                       | 1/0.2, 7/0.08                               |
| 33        | 0.0071   | 0.1798   |         | 0.0254  | 678.806                        | 206.9                          |                                                       |                                             |
| 34        | 0.0063   | 0.1601   |         | 0.0201  | 833                            | 260.9                          |                                                       |                                             |
| 35        | 0.0056   | 0.1426   |         | 0.0160  | 1085.958                       | 331.0                          |                                                       |                                             |
| 36        | 0.0050   | 0.1270   |         | 0.0127  | 1360.892                       | 414.8                          |                                                       |                                             |
| 37        | 0.0045   | 0.1131   |         | 0.0100  | 1680.118                       | 512.1                          |                                                       |                                             |
| 38        | 0.0040   | 0.1007   |         | 0.00797 | 2127.953                       | 648.6                          |                                                       |                                             |
| 39        | 0.0035   | 0.08969  |         | 0.00632 | 2781.496                       | 847.8                          |                                                       |                                             |
| 40        | 0.0031   | 0.07987  |         | 0.00501 | 3543.307                       | 1080.0                         |                                                       |                                             | NOTAS:
1- El conductor #9 AWG no se fabrica para uso eléctrico.
2- En los conductores o alambres trenzados (cables y guayas) el calibre se refiere al área efectiva de material y no a la dimensión que correspondería al diámetro definitivo del material trenzado.